# Bunkov
Bunkov je priimek več oseb:
- Stepan Mihailovič Bunkov, sovjetski general
- Jurij Bunkov, ruski fizik